# 준닌 천황
준닌 천황(일본어: 淳仁天皇, 733년 ~ 765년 11월 10일, 재위 758년 ~ 764년)은 제47대 일본 천황이다.

## 가계
황위에 오르기 전의 이름은 오이 왕이었다.
덴무 천황의 아들인 도네리 친왕의 제 7황자이다. 아버지는 그가 3살 때 죽었고 어떠한 관직이나 주목도 받지 못했다.
일본의 고문서에는 대개 폐제(廃帝)로 불린다. 준닌 천황의 시호는 메이지 천황에 의해 주어진 것이다.

## 약력
그의 운명은 고켄 천황 때인 757년에 쇼무 천황의 유언에 의해 원래 황태자였던 후나도 왕을 대신해 황태자가 되면서 바뀌게 되었다. 758년 9월 7일, 고켄 천황이 황위에서 물러나면서 천황에 즉위하였다.
6년 후에 고켄 천황은 준닌 천황에게 황위에서 물러날 것을 요구하고 천황에 복위하였다. 천황의 자리에 있었기는 했지만 준닌 천황은 19세기 말까지 정식으로 천황으로 인정받지 못했다. 재위 중에도 힘은 매우 미약했으며 사실상 허수아비에 불과했다. 폐위된 후 유배되어 아와지국에서 사망하였다.

## 가족 관계
- 조부 : 일본 제40대 덴무 천황(天武天皇, 631?~686)
- 조모 : 비 니이타베노 황녀(新田部皇女, ?~699)
  - 아버지 : 토네리친왕(舎人親王, 676~735)
  - 어머니 : 대부인 타이마노 야마시로(当麻山背)
    - 부인 : 아와타노 모로네(粟田諸姉)
    - 생모미상
    - 딸 : 아베내친왕(安倍内親王)

| 전임 고켄 | 제47대 천황 758년 - 764년 | 후임 쇼토쿠 |

## 같이 보기
- 일본 천황